# 극장판 트로피컬 루즈! 프리큐어 눈의 프린세스와 기적의 반지!
극장판 트로피컬 루즈! 프리큐어 눈의 프린세스와 기적의 반지!는 2021년 10월 23일에 개봉한 애니메이션 영화이다.
캐치 카피는 「마음 트로피컬 대모험! 다같이 눈의 왕국으로 레츠고!!」.

## 개요
일본에서 방영 중인 트로피컬 루즈! 프리큐어의 단독 극장판이자 7번째 작품인 하트캐치 프리큐어!와의 크로스오버 작품이다. 프리큐어 시리즈의 극장판으로는 통산 30번째, 크로스오버 작품으로는 15번째에 해당한다.

## 등장인물

### 트로피컬 루즈! 프리큐어
프리큐어
- 나츠우미 마나츠/큐어 서머(일본어: 夏海 まなつ / キュアサマー)

성우 - 파이루즈 아이
- 스즈무라 산고/큐어 코랄(일본어: 涼村 さんご / キュアコーラル)

성우 - 하나모리 유미리
- 이치노세 미노리/큐어 파파야(일본어: 一之瀬 みのり / キュアパパイア)

성우 - 이시카와 유이
- 타키자와 아스카/큐어 플라밍고(일본어: 滝沢 あすか / キュアフラミンゴ)

성우 - 세토 아사미
- 로라/큐어 라메르(일본어: ローラ / キュアラメール)

성우 - 히다카 리나
요정
- 쿠루룬(일본어: くるるん)

성우 - 타나카 아이미

### 하트캐치 프리큐어!
프리큐어
- 하나사키 츠보미/큐어 블로섬(일본어: 花咲 つぼみ / キュアブロッサム)

성우 - 미즈키 나나
- 쿠루미 에리카/큐어 마린(일본어: 来海 えりか / キュアマリン)

성우 - 미즈사와 후미에
- 묘도인 이츠키/큐어 선샤인(일본어: 明堂院 いつき / キュアサンシャイン)

성우 - 쿠와시마 호우코
- 츠키카게 유리/큐어 문라이트(일본어: 月影 ゆり / キュアムーンライト)

성우 - 히사카와 아야
요정
- 시프레(일본어: シプレ)

성우 - 카와타 타에코
- 코프레(일본어: コフレ)

성우 - 쿠마이 모토코
- 포프리(일본어: ポプリ)

성우 - 키쿠치 코코로